# Dernbach, Westerwald
Dernbach (Westerwald) là một đô thị thuộc một ‘‘Verbandsgemeinde’’ - ở huyện Westerwald trong bang Rheinland-Pfalz, Đức. Đô thị Dernbach, Westerwaldkreis có diện tích 8,73 km². Đô thị này nằm ở phía bắc Montabaur trong vườn tự nhiên Nassau. Năm 1220, Dernbach đã được đề cập lần đầu trong tài liệu.